# 2024년 가도카와와 니코니코 동화에 대한 사이버 공격
2024년 가도카와와 니코니코 동화에 대한 사이버 공격은 가도카와 서버에서 발생한 사이버 공격으로 가도카와의 온라인 서비스가 마비되며, 직원과 회원의 개인정보가 유출된 사건이다.
2024년 6월 8일 오전, 가도카와 웹사이트와 일본 동영상 공유 플랫폼 니코니코 동화는 러시아와 연계된 해커 그룹에 의해 랜섬웨어 사이버 공격을 받았다.

## 배경
니코니코 동화는 2006년에 출시된 일본의 동영상 공유 플랫폼이다. 니코니코 동화의 소유주인 디완고는 가도카와의 자회사이다. 알렉사 인터넷에 따르면, 2022년 5월 1일 기준으로 이 사이트는 일본에서 14번째로 많이 방문된 웹사이트이다.
2024년 6월 3일, 가도카와 타이완은 개인 및 기업 정보 유출을 수반하는 사이버 공격을 보고했다.
초기 공격 이틀 후, 와이어드는 랜섬웨어 공격이 2024년에 가속화되고 있다고 언급하였다.
일본의 사이버 보안은 IT 전문가 부족으로 비판을 받아왔으며, 한 싱크탱크 조사에 따르면 일본 기업의 약 90%가 IT 전문가를 보유하고 있지 않다. 초기 공격 하루 전, 기시다 후미오 일본 총리는 자신의 장관에게 일본의 능동적 사이버 방어를 강화하는 법안을 마련하라고 지시했다.

## 공격

블랙수트의 가도카와 그룹 사이버 공격 성명서

2024년 6월 8일 3시 30분경 (JST)부터 니코니코 동화를 포함한 가도카와 그룹 서비스에서 연결 문제가 보고되었다. 디완고는 6월 8일 6시경 (JST) 문제가 있는 모든 니코니코 동화 서비스를 중단하고 유지 보수를 실시하였다.
6월 9일, 가도카와는 이 사건을 경찰, 전문가 및 간토재무국에 보고하였다. 6월 14일, 조사 결과 가도카와는 이번 중단이 랜섬웨어 사이버 공격으로 인한 것임을 확인했으며, 웹사이트 서비스를 원격으로 종료했음에도 불구하고 공격자들이 서버를 재시작하여 악성 소프트웨어를 계속 확산시키려는 시도가 관찰되었다. 이에 가도카와는 서버의 전원 및 통신 케이블을 물리적으로 분리하였다. 같은 날, 니코니코 동화는 상황을 자세히 설명하는 임시 웹사이트를 개설하였다.
6월 27일, 러시아와 연계된 해커 그룹은 다크 웹에 성명을 발표하여 7월 1일까지 금액을 지불하지 않으면 사업 파트너 및 사용자 개인정보에 대한 1.5 TB의 도난 데이터를 공개하겠다고 위협하였다.
니코니코 동화와 가도카와의 공식 웹사이트 서비스는 2024년 8월 5일에 다시 서비스를 재개하였다.

## 영향
니코니코 동화는 2024년 7월 말까지 예정된 모든 프로그램을 취소할 것이라고 발표하였다.
이 공격으로 가도카와의 주가는 하락했고, 7월 3일까지 가도카와의 주가는 20% 이상 하락했다. 가도카와의 출판 사업 제조 부문은 공격 후 잠시 중단되었고 전자책 배포가 지연되었다. 온라인 상점인 가도카와 엄브렐라는 영향을 받아 주문을 받거나 배송할 수 없었다.
Kadokawa Dwango Gakuen, 가도카와 소유의 사립 통신 고등학교는 공격의 영향을 받았지만 6월 10일에 서비스를 복원하였다.

## 여파 및 조사
니코니코 동화는 공격 후 새로운 보안 조치를 시행하고 시스템을 재구축하였다.
8월 6일, 가도카와의 조사 결과 피싱 공격이 이번 공격의 원인일 가능성이 있으며, 공격 중 254,241명의 정보가 유출된 것으로 확인되었다. 유출된 데이터 중 186,269명은 가도카와 디완고 교육 기관에서 유출된 것이다.